# 完美醫療
完美醫療健康管理有限公司 (Perfect Medical Health Management Limited)，港交所：1830，集團主席為歐陽江。前稱必瘦站，是一家以經營專業醫療美容中心为主要业务的公司。

## 發展歷史

### 成立
2003年，集團由歐陽江醫生創立，開設醫療美容服務中心，提供健康管理及醫療美容相關業務。
完美醫療集團成立後，在香港多個地點開設分店，包括尖沙咀、旺角、銅鑼灣、中環等，提供個人化醫療美容服務。

### 分店數目
現時香港、澳門和中国内地合共有57家分店。

### 於香港上市
2012年，完美醫療集團公開招股，合共發行2.5億新股，招股價0.88元，集資規模2.2億元，集資淨額1.887億元。完美醫療健康管理有限公司於2012年2月10日在香港聯合交易所主板上市，港交所股份代號為1830。

## 主要子公司
完美醫療擁有多間子公司，分別為、等，以及一間名為Next App的公司。

## 新聞
2021年7月，完美醫療公布引入「ARTAS iX」植髮機械人。

## 爭議事件

### 涉嫌禁錮
一位至香港工作的新加坡女子指控，其2014年在进行美容疗程期间遭「必瘦站」职员「禁锢」，被强行推销疗程套餐并在一天之内被刷卡130万元，而后其在區域法院提告完美醫療的3間子公司并要求偿还损失。被控告的“必瘦站”附属公司之一称其提出的“禁锢”等指控失实，向高等法院控告她诽谤，并向法院要求对其颁發禁制令及索偿逾1000万港元。

## 外部連結
- 完美醫療官方網站 （页面存档备份，存于）